# Gouvernement Haroutiounian
en exil
Sahakian 
Le gouvernement Haroutiounian est le gouvernement de la République du Haut-Karabagh depuis 2020.

## Historique

### Formation
Arayik Haroutiounian, manque de très peu une élection dès le premier tour de l'élection présidentielle de 2020 en Artsakh avec 49,17 % des voix, entrainant l'organisation d'un second tour pour la première fois de l'histoire du pays. À la suite du développement de la pandémie de Covid-19 dans le pays, son adversaire, le ministre sortant des Affaires étrangères Masis Mayilian, appelle les électeurs à ne pas se rendre aux urnes pour le second tour, entrainant l'élection d'Haroutiounian à une écrasante majorité de 88 % des suffrages exprimés,. Arayik Haroutiounian prend ses fonctions le 21 mai suivant.
Le pays connait une sévère défaite lors de la guerre de 2020 au Haut-Karabagh, suivie d'une crise frontalière entre l'Arménie et l'Azerbaïdjan,.

### Démission
En décembre 2022, le président azerbaïdjanais Ilham Aliyev instaure un blocus, exigeant un accès aux sites miniers arméniens qu'il estime « illégaux ». Il invite également la population à partir ou à prendre la citoyenneté azerbaïdjanaise.
Le 31 août 2023, Arayik Haroutiounian annonce qu'il remettra sa démission le 1er septembre au Parlement en affirmant que son maintien dans sa position pourrait constituer un obstacle aux négociations entre Artsakh et l'Azerbaïdjan. Il déclare également que la défaite dans la guerre de 2020 et les événements ultérieurs avaient « sensiblement réduit la confiance [parmi les habitants d'Artsakh] dans les autorités, en particulier le président », ce qui limitait l'efficacité du gouvernement. Le président de l'Assemblée nationale, Davit Ichkhanian, assure l'intérim,. Le 9 septembre, Samvel Chakhramanian, nommé ministre d'État à la veille de sa démission, est élu par le Parlement pour lui succéder.
Le 19 septembre 2023, l'Azerbaïdjan attaque le Haut-Karabagh prétextant une opération « antiterroriste » entamant un nouveau conflit. Le 22 septembre, Stepanakert est encerclée. Le 20 septembre, les Forces armées du Haut-Karabagh annoncent déposer les armes.
Le gouvernement en exil de la République d'Artsakh s'installe le 16 octobre 2023 dans les locaux de la représentation diplomatique à Erevan. Alors que des déplacés arméniens du Haut-Karabagh y organisent le 20 octobre une manifestation à ses abords, Chakhramanian déclare avoir signé le décret de dissolution dans le but de préserver les vies des civils d'un assaut azéri. Il ajoute qu'« aucun document » ne peut abolir « la République d'Artsakh[, qui] n'est pas dissoute ».

## Composition

### Initiale
La composition est la suivante,, :
| Portefeuille                                                                   | Nom | Nom                                                                                              | Parti |
| ------------------------------------------------------------------------------ | --- | ------------------------------------------------------------------------------------------------ | ----- |
| Ministre d'État                                                                |     | Grigory Martirosyan (jusqu'au 03/06/2021) Artak Beglaryan (jusqu'au 04/11/2022) Ruben Vardanian  |       |
| Ministre de la Santé                                                           |     | Arayik Baghryan                                                                                  |       |
| Ministre de la Justice                                                         |     | Ararat Danielyan                                                                                 |       |
| Ministre de l'Économie et des Infrastructures industrielles                    |     | Levon Grigoryan                                                                                  |       |
| Ministre de l'Administration territoriale et du Développement                  |     | Zhirayr Mirzoyan                                                                                 |       |
| Ministre des Affaires étrangères                                               |     | Masis Mayilian (jusqu'au 04/01/2021) Davit Babaian                                               |       |
| Ministre de l'Agriculture                                                      |     | Ashot Bakhshyan (à partir du 28/12/2020)                                                         |       |
| Ministre de l'Éducation et de la Science                                       |     | Lusine Gharakhanyan                                                                              |       |
| Ministre de l'Éducation patriotique, de la Jeunesse, des Sports et du Tourisme |     | Samvel Chakhramanian                                                                             |       |
| Ministre de la Défense                                                         |     | Jalal Haroutiounian (jusqu'au 27/10/2020) Mikael Arzumanyan (jusqu'au 11/09/2021) Kamo Vardanyan |       |
| Ministre du Travail et des Affaires sociales                                   |     | Samvel Avanesyan (jusqu'au 28/12/2020) Mane Tandilian (jusqu'au 01/09/2021) Armine Petrosyan     |       |
| Ministre des Finances                                                          |     | Vahram Baghdasaryan                                                                              |       |
| Ministre de l'Intérieur                                                        |     | Karen Grigory Sargsyan                                                                           |       |

### Remaniement du 29 décembre 2022
- Les nouveaux ministres sont indiqués en gras, ceux ayant changé d'attributions en italique[19].

| Portefeuille                                                                   | Nom | Nom                    | Parti |
| ------------------------------------------------------------------------------ | --- | ---------------------- | ----- |
| Ministre d'État                                                                |     | Ruben Vardanian        |       |
| Ministre de la Santé                                                           |     | Arayik Baghryan        |       |
| Ministre de la Justice                                                         |     | Ararat Danielyan       |       |
| Ministre de l'Économie et des Infrastructures industrielles                    |     | Levon Grigoryan        |       |
| Ministre de l'Administration territoriale et du Développement                  |     | Suren Galstyan         |       |
| Ministre des Affaires étrangères                                               |     | Davit Babaian          |       |
| Ministre de l'Agriculture                                                      |     | Hrant Safaryan         |       |
| Ministre de l'Éducation et de la Science                                       |     | Lusine Gharakhanyan    |       |
| Ministre de l'Éducation patriotique, de la Jeunesse, des Sports et du Tourisme |     | Samvel Chakhramanian   |       |
| Ministre de la Défense                                                         |     | Kamo Vardanyan         |       |
| Ministre du Travail et des Affaires sociales                                   |     | Armine Petrosyan       |       |
| Ministre des Finances                                                          |     | Vahram Baghdasaryan    |       |
| Ministre de l'Intérieur                                                        |     | Karen Grigory Sargsyan |       |

### Remaniement du 11 janvier 2023
- Les nouveaux ministres sont indiqués en gras, ceux ayant changé d'attributions en italique[20].

| Portefeuille                                                                   | Nom | Nom | Parti |
| ------------------------------------------------------------------------------ | --- | --- | ----- |
| Ministre d'État                                                                |     | Ruben Vardanian (jusqu'au 23/02/2023) Gurgen Nersissian (jusqu'au 01/09/2023) Samvel Chakhramanian (jusqu'au 10/09/2023) |       |
| Ministre d'État                                                                |     | Artur Harutyunyan (à partir du 18/09/2023)                                                                               | AHK   |
| Ministre de la Santé                                                           |     | Arayik Baghryan |       |
| Ministre de la Justice                                                         |     | Ararat Danielyan |       |
| Ministre de l'Économie et des Infrastructures industrielles                    |     | Levon Grigoryan |       |
| Ministre de l'Administration territoriale et du Développement                  |     | Suren Galstyan |       |
| Ministre des Affaires étrangères                                               |     | Sergueï Ghazaryan |       |
| Ministre de l'Agriculture                                                      |     | Hrant Safaryan |       |
| Ministre de l'Éducation et de la Science                                       |     | Lusine Gharakhanyan |       |
| Ministre de l'Éducation patriotique, de la Jeunesse, des Sports et du Tourisme |     | Samvel Chakhramanian (jusqu'au 10/09/2023)                                                                               |       |
| Ministre de la Défense                                                         |     | Kamo Vardanyan |       |
| Ministre du Développement social et de la Migration                            |     | Armen Mangasaryan |       |
| Ministre des Finances                                                          |     | Vahram Baghdasaryan |       |
| Ministre de l'Intérieur                                                        |     | Karen Grigory Sargsyan                                                                                                   |       |
| Ministre du Plan urbain                                                        |     | Aram Sargsyan | AHK   |